# Дънганън
Дънга̀нън (на английски: Dungannon; на ирландски: Dún Geanainn) е град в централната част на Северна Ирландия. Разположен е в район Дънганан и Южен Тайроун на графство Тайроун. Намира се на около 60 km западно от столицата Белфаст. На около 12 km на изток от Дънганън се намира най-голямото езеро в Северна Ирландия Лох Ней. Населението му е 11 139 жители според данни от преброяването през 2001 г.

## Спорт
Представителният футболен отбор на града се казва ФК Дънганън Суифтс. Дългогодишен участник е в Североирландската премиър лига.